# Сергеевка (Дюртюлинский район)
Сергеевка (баш. Сергеевка) — деревня в Дюртюлинском районе Республики Башкортостан Российской Федерации. Входит в состав  Учпилинского сельсовета.  

## География

### Географическое положение
Находится на берегу реки Белой.
Расстояние до:
- районного центра (Дюртюли): 28 км,
- ближайшей ж/д станции (Уфа): 157 км.

## Население
| 2002 | 2009 | 2010 |
| ---- | ---- | ---- |
| 11   | ↘6   | ↘4   |

Согласно переписи 2002 года, преобладающая национальность — русские (73 %).